# IC 4566
IC 4566 је спирална галаксија у сазвјежђу Волар која се налази на листи објеката дубоког неба у Индекс каталогу.
Деклинација објекта је + 43° 32' 23" а ректасцензија 15h 36m 42,2s. Привидна величина (магнитуда) објекта IC 4566 износи 13,3 а фотографска магнитуда 14,1. IC 4566 је још познат и под ознакама UGC 9933, MCG 7-32-38, CGCG 222-35, PGC 55601.